# اسکار رابرتسون
اسکار رابرتسون (انگلیسی: Oscar Robertson؛ زاده ۲۴ نوامبر ۱۹۳۸) یک بازیکن بسکتبال اهل ایالات متحده آمریکا است.